# Campionati mondiali di bob 2012
I Campionati mondiali di bob 2012, cinquantottesima edizione della manifestazione organizzata dalla Federazione Internazionale di Bob e Skeleton, si sono disputati dal 13 al 26 febbraio 2012 a Lake Placid, negli Stati Uniti d'America, sulla pista olimpica del Mt. Van Hoevenberg, il tracciato sul quale si svolsero le competizioni del bob e dello slittino ai Giochi di Lake Placid 1980, di Lake Placid 1932 (solo nel bob e su una versione differente della pista) e le rassegne iridate maschili del 1949, del 1961, del 1969, del 1973, del 1978, del 1983, del 2003 e quelle sia maschili che femminili del 2009. La località ha quindi ospitato le competizioni iridate per la nona volta nel bob a due uomini e nel bob a quattro e per la seconda nel bob a due donne e nella prova a squadre.
In un primo tempo, Sankt Moritz, Svizzera, avrebbe dovuto organizzare la rassegna iridata del 2012, ma nel dicembre 2010 l'assegnazione è stata invertita con quella a Lake Placid dell'edizione 2013. Per quella stagione erano in programma le gare pre-olimpiche a Soči, in Russia; per questo si è deciso di rendere più comoda la trasferta per squadre e atleti.
L'edizione è stata dominata dagli Stati Uniti, che hanno conquistato tre medaglie d'oro su quattro disponibili. I titoli sono stati vinti nel bob a due uomini dal pilota di casa Steven Holcomb e dal frenatore Steven Langton; nella gara femminile dal team canadese condotto da Kaillie Humphries insieme alla frenatrice Jennifer Ciochetti mentre la prova del bob a quattro ha visto il successo dell'equipaggio statunitense guidato sempre da Steven Holcomb, insieme ai compagni Justin Olsen, Steven Langton e Curtis Tomasevicz. Anche questa edizione dei mondiali, come ormai da prassi iniziata nella rassegna di Schönau am Königssee 2004, si è svolta contestualmente a quella di skeleton e proprio insieme agli atleti di quest'ultima disciplina è stato assegnato il titolo nella prova a squadre che ha visto trionfare la squadra statunitense.

Per la prima volta dal 1999 la Germania non vince una medaglia d'oro.

## Risultati

### Bob a due uomini

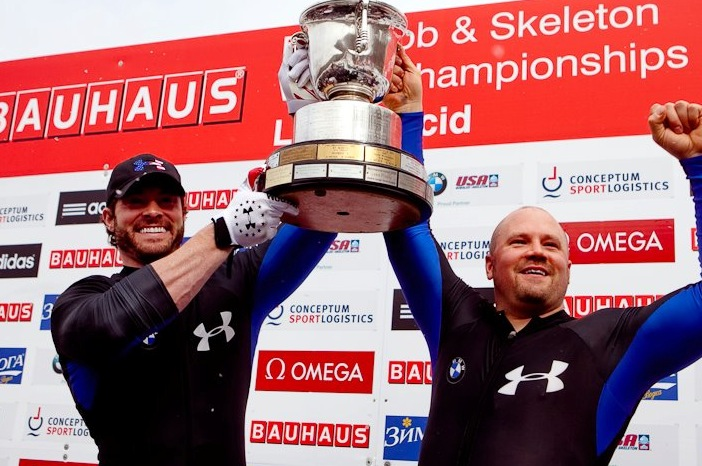
Steven Langton e Steven Holcomb, campioni del mondo nel bob a due a Lake Placid 2012

La gara si è svolta il 18 e il 19 febbraio nell'arco di quattro manches ed hanno preso parte alla competizione 29 compagini in rappresentanza di 18 differenti nazioni. Il titolo è stato conquistato dall'equipaggio statunitense pilotato da Steven Holcomb, al suo secondo oro mondiale (primo nel bob a due), con il frenatore Steven Langton. Al secondo posto i canadesi Lyndon Rush e Jesse Lumsden mentre sul terzo gradino del podio è salita la formazione tedesca composta da Maximilian Arndt e Kevin Kuske il quale ha vinto la tredicesima medaglia mondiale della sua carriera (7 ori, 3 argenti e 3 bronzi).

La compagine russa, pilotata dal campione del mondo in carica Aleksandr Zubkov, è stata squalificata al termine della prima discesa per eccesso di peso.
| Pos. | Atleti                                | Nazione         | Tempo   | Distacco |
| ---- | ------------------------------------- | --------------- | ------- | -------- |
|      | Steven Holcomb Steven Langton         | Stati Uniti I   | 3'42"88 |          |
|      | Lyndon Rush Jesse Lumsden             | Canada I        | 3'43"34 | +0"46    |
|      | Maximilian Arndt Kevin Kuske          | Germania I      | 3'43"43 | +0"55    |
| 4    | Francesco Friedrich Marko Hübenbecker | Germania III    | 3'43"50 | +0"62    |
| 5    | Beat Hefti Thomas Lamparter           | Svizzera I      | 3'43"74 | +0"86    |
| 6    | John Napier Christopher Fogt          | Stati Uniti II  | 3'44"12 | +1"24    |
| 7    | Manuel Machata Andreas Bredau         | Germania II     | 3'44"28 | +1"40    |
| 8    | Oskars Melbārdis Daumants Dreiškens   | Lettonia I      | 3'44"34 | +1"46    |
| 9    | Nick Cunningham Dallas Robinson       | Stati Uniti III | 3'44"35 | +1"47    |
| 10   | Gregor Baumann Alex Baumann           | Svizzera II     | 3'44"46 | +1"58    |

### Bob a due donne
La gara si è svolta il 17 e il 18 febbraio nell'arco di quattro manches ed hanno preso parte alla competizione 17 compagini in rappresentanza di 8 differenti nazioni. La vittoria è andata all'equipaggio canadese composto dalla campionessa olimpica in carica Kaillie Humphries e da Jennifer Ciochetti: per loro è il primo oro mondiale. Al secondo posto le tedesche Sandra Kiriasis, alla sua decima medaglia mondiale, e Petra Lammert, terze sono giunte le statunitensi Elana Meyers e Katie Eberling.
La detentrice del titolo, Cathleen Martini, che formava l'equipaggio di Germania I con la frenatrice Janine Tischer, si è piazzata al quarto posto.
| Pos. | Atleti                               | Nazione         | Tempo   | Distacco |
| ---- | ------------------------------------ | --------------- | ------- | -------- |
|      | Kaillie Humphries Jennifer Ciochetti | Canada I        | 3'48"57 |          |
|      | Sandra Kiriasis Petra Lammert        | Germania III    | 3'48"90 | +0"33    |
|      | Elana Meyers Katie Eberling          | Stati Uniti I   | 3'49"57 | +1"00    |
| 4    | Cathleen Martini Janine Tischer      | Germania I      | 3'49"82 | +1"25    |
| 5    | Helen Upperton Shelley-Ann Brown     | Canada II       | 3'49"95 | +1"38    |
| 6    | Fabienne Meyer Hanne Schenk          | Svizzera I      | 3'50"26 | +1"69    |
| 7    | Paula Walker Gillian Cooke           | Regno Unito I   | 3'50"60 | +2"03    |
| 8    | Anja Schneiderheinze Lisette Thöne   | Germania II     | 3'50"87 | +2"30    |
| 9    | Christina Hengster Inga Versen       | Austria I       | 3'51"14 | +2"57    |
| 10   | Jazmine Fenlator Ingrid Marcum       | Stati Uniti III | 3'51"28 | +2"71    |

### Bob a quattro
La gara si è svolta il 25 e il 26 febbraio nell'arco di quattro manches ed hanno preso parte alla competizione 23 compagini in rappresentanza di 15 differenti nazioni. Il titolo è stato vinto dall'equipaggio statunitense composto da Steven Holcomb, al suo terzo oro nella rassegna dopo le vittorie nel bob a due e nella gara a squadre, Justin Olsen (secondo oro dopo la gara a squadre), Steven Langton (secondo oro dopo il bob a due) e Curtis Tomasevicz. Al secondo e terzo posto le due formazioni tedesche guidate rispettivamente da Maximilian Arndt e dal campione del mondo uscente Manuel Machata.
| Pos. | Atleti                                                            | Nazione       | Tempo   | Distacco |
| ---- | ----------------------------------------------------------------- | ------------- | ------- | -------- |
|      | Steven Holcomb Justin Olsen Steven Langton Curtis Tomasevicz      | Stati Uniti I | 3'36"83 |          |
|      | Maximilian Arndt Alexander Rödiger Kevin Kuske Martin Putze       | Germania I    | 3'37"33 | +0"50    |
|      | Manuel Machata Marko Hübenbecker Andreas Bredau Christian Poser   | Germania II   | 3'37"63 | +0"80    |
| 4    | Edwin van Calker Arno Klaasen Sybren Jansma Jeroen Piek           | Paesi Bassi I | 3'37"94 | +1"11    |
| 5    | Aleksandr Zubkov Filipp Egorov Dmitrij Trunenkov Maksim Mokrousov | Russia I      | 3'38"11 | +1"28    |
| 6    | Edgars Maskalāns Daumants Dreiškens Uģis Žaļims Intars Dambis     | Lettonia I    | 3'38"20 | +1"37    |
| 7    | Lyndon Rush Jesse Lumsden Cody Sorensen Neville Right             | Canada I      | 3'38"32 | +1"49    |
| 8    | Gregor Baumann Patrick Blöchliger Alex Baumann Jürg Egger         | Svizzera I    | 3'39"09 | +2"26    |
| 9    | Francesco Friedrich Ronny Listner Michail Makarow Thomas Blaschek | Germania III  | 3'39"31 | +2"48    |
| 10   | John James Jackson Stuart Benson Bruce Tasker Joel Fearon         | Regno Unito I | 3'39"45 | +2"62    |

### Gara a squadre
La gara si è svolta il 19 febbraio ed ogni squadra nazionale ha potuto prendere parte alla competizione con due formazioni; nello specifico la prova ha visto la partenza di uno skeletonista, di un equipaggio del bob a due femminile, di una skeletonista e di un equipaggio del bob a due maschile per ognuna delle 9 formazioni, che hanno gareggiato ciascuno in una singola manche; la somma totale dei tempi così ottenuti ha laureato campione la squadra statunitense di Matthew Antoine, Elana Meyers, Emily Azevedo, Katie Uhlaender, Steven Holcomb e Justin Olsen davanti a quella tedesca composta da Frank Rommel, Sandra Kiriasis, Berit Wiacker, Marion Thees, Maximilian Arndt e Steven Deja e da quella canadese formata da John Fairbairn, Kaillie Humphries, Emily Baadsvik, Mellisa Hollingsworth, Justin Kripps e Timothy Randall.
| Pos. | Squadra        | Atleti | Tempo   | Distacco |
| ---- | -------------- | --- | ------- | -------- |
|      | Stati Uniti I  | Matthew Antoine Elana Meyers / Emily Azevedo Katie Uhlaender Steven Holcomb / Justin Olsen                  | 3'44"98 |          |
|      | Germania I     | Frank Rommel Sandra Kiriasis / Berit Wiacker Marion Thees Maximilian Arndt / Steven Deja                    | 3'45"71 | +0"73    |
|      | Canada I       | John Fairbairn Kaillie Humphries / Emily Baadsvik Mellisa Hollingsworth Justin Kripps / Timothy Randall     | 3'46"28 | +1"30    |
| 4    | Stati Uniti II | John Daly Jazmine Fenlator / Ingrid Marcum Annie O'Shea Nick Cunningham / Dallas Robinson                   | 3'46"48 | +1"50    |
| 5    | Germania II    | Alexander Kröckel Cathleen Martini / Christin Senkel Anja Huber Manuel Machata / Michail Makarow            | 3'46"81 | +1"83    |
| 6    | Russia II      | Sergej Čudinov Anastasija Tambovceva / Natal'ja Kalašnik Marija Orlova Aleksandr Kas'janov / Jurij Selichov | 3'47"43 | +2"45    |
| 7    | Regno Unito I  | Kristan Bromley Paula Walker / Rebekah Wilson Shelley Rudman John James Jackson / Stuart Benson             | 3'47"56 | +2"58    |
| 8    | Russia I       | Aleksandr Tret'jakov Ol'ga Fëdorova / Julija Timofeeva Ol'ga Potylicyna Aleksandr Zubkov / Maksim Mokrousov | 3'47"67 | +2"69    |
| -    | Canada II      | Eric Neilson Helen Upperton / Marquise Brisebois Amy Gough Lyndon Rush / Timothy Randall                    | DNS     | -        |

## Medagliere
| Posizione | Nazione     | Oro | Argento | Bronzo | Totale |
| --------- | ----------- | --- | ------- | ------ | ------ |
| 1         | Stati Uniti | 3   | 0       | 1      | 4      |
| 2         | Canada      | 1   | 1       | 1      | 3      |
| 3         | Germania    | 0   | 3       | 2      | 5      |
| Totale    | Totale      | 4   | 4       | 4      | 12     |